# 伊萬尼夫卡 (尼科波爾區)
47°51′18″N 34°6′40″E / 47.85500°N 34.11111°E
伊萬尼夫卡（烏克蘭語：Іванівка）是位於烏克蘭中部的村莊，由第聶伯羅彼得羅夫斯克州裡尼科波爾區的佩爾紹特拉夫涅韋市鎮負責管轄。該村處於巴扎夫盧克河右岸，距離克魯季別列格1公里和沃季亞涅4公里，海拔高度50米，2001年人口72。